# Sanremo Giovani 2024
La diciottesima edizione del concorso Sanremo Giovani, dal titolo Sanremo Giovani - Sarà Sanremo, si è svolta a Sanremo dal 12 novembre al 18 dicembre 2024, con la conduzione di Alessandro Cattelan, affiancato da Carlo Conti durante la serata finale.
La serata finale è stata preceduta da cinque puntate dedicate alle semifinali, condotte sempre da Cattelan su Rai 2 in seconda serata, con la partecipazione di Giulia Nannini, Julian Borghesan e Giorgiana Cristalli in diretta su Rai Radio 2.
Tra i 564 candidati ne sono stati selezionati 46 per le audizioni, da cui sono stati infine scelti i 24 concorrenti partecipanti alle semifinali. Alla finale hanno partecipato gli otto artisti che hanno superato le semifinali: i primi tre classificati guadagnano il diritto di concorrere al Festival di Sanremo 2025 nella sezione Nuove Proposte; ad essi si è aggiunto anche un'artista proveniente dalla sezione Area Sanremo.
Rispetto alle precedenti edizioni, gli artisti qualificati partecipano al Festival di Sanremo con il medesimo brano presentato durante il concorso.

## Cantanti
I 24 artisti che prendono parte alle semifinali nel programma Sanremo Giovani sono stati annunciati il 24 ottobre 2024, mentre gli ultimi due, i vincitori dell'edizione 2024 di Area Sanremo, sono stati annunciati il 10 dicembre successivo.
| Interprete          | Canzone                                     | Autori                                                                            |
| ------------------- | ------------------------------------------- | --------------------------------------------------------------------------------- |
| Alex Wyse           | Rockstar                                    | A. Rina, F. Facchinetti e M. Ieva                                                 |
| Angelica Bove       | La nostra malinconia                        | A. Raina, D. Simonetta e P. Antonacci                                             |
| Angie               | Scorpione                                   | A. P. Ibba, F. Pizzoli, P. Celona e P. Posani                                     |
| Arianna Rozzo       | J'adore                                     | A. Rozzo e F. Dini                                                                |
| Bosnia              | Vengo dal Sud                               | F. Bosnia e G. De Rosa                                                            |
| Ciao sono Vale      | Una nuvola mi copre                         | M. F. Rocati, N. Belloni e V. Fusarri                                             |
| Cosmonauti Borghesi | Aurora tropicale                            | A. Mastropietro, L. Rese e M. Cestrone                                            |
| Dea Culpa           | Nuda                                        | A. Fava, A. Gerardi e A. El Hirech                                                |
| Giin                | Tornare al mare                             | A. Donadei e G. De Tommasi                                                        |
| Grelmos             | Flashback                                   | G. J. El Moktadi, G. Coco, P. Muscolino e R. Strano                               |
| Mazzariello         | Amarsi per lavoro                           | A. Mazzariello e M. Domenichelli                                                  |
| Mew                 | Oh My God                                   | F. Catitti, J. Ettorre, P. Surace e V. Turchetto                                  |
| Moska Drunkard      | Trinacria                                   | C. Rizzo, M. Giordano e S. Vavolo                                                 |
| Nicol               | Come mare                                   | E. Brun, F. Amato, M. Tenisci, N. Castagna e S. Marletta                          |
| OrioN               | Diamanti nel fango                          | D. Bovenzi                                                                        |
| Questo e Quello     | Bella balla                                 | F. M. Vardè e S. D'Angelo                                                         |
| Rea                 | Cielo aperto                                | C. Marciano, F. Cimini e M. Mircea                                                |
| Sea John            | Se fossi felice                             | G. Maresca e N. Fragile                                                           |
| Selmi               | Forse per sempre                            | D. De Blasio, G. Gentile, N. Selmi e R. Esposito                                  |
| Settembre           | Vertebre                                    | A. Settembre, L. Di Lenola e M. Finotti                                           |
| Sidy                | Tutte le volte                              | D. Anokye Yeboah, I. Sinigaglia, L. Vizzini Bisaccia, S. Balice e S. Lamine Casse |
| Synergy             | Fiamma                                      | A. M. Cortes, L. Battistini e M. Giorgetti                                        |
| Tancredi            | Standing ovation                            | A. Al Kassem, G. Grande, G. Colombo e T. Cantù Rajnoldi                           |
| Vale LP e Lil Jolie | Dimmi tu quando sei pronto per fare l'amore | A. De Crescenzo, E. Dadone, F. Calearo, M. Cianchi, V. Sanseverino e S. Tognini   |
| Area Sanremo 2024   |                                             |                                                                                   |
| Etra                | Spazio (tra le dita)                        | A. Pipan, A. Perna e D. Dibiaggio                                                 |
| Maria Tomba         | Goodbye (voglio good vibes)                 | A. Bruno, M. Tomba, G. Guerra, M. Guerra e S. Mineo                               |

## Sanremo Giovani - Sarà Sanremo
Le selezioni si sono svolte all'interno di quattro puntate in seconda serata del programma Sanremo Giovani, condotte da Alessandro Cattelan, in onda su Rai 2 e Rai Radio 2 ogni martedì dal 12 novembre al 3 dicembre 2024. 

### Prima puntata
In questa puntata si sono esibiti i primi 6 artisti, di cui 3 accedono alla semifinale per votazione da parte della Commissione musicale del Festival.
     Accede alla semifinale
| Ordine di uscita | Interprete  | Canzone           |
| ---------------- | ----------- | ----------------- |
| 1                | Synergy     | Fiamma            |
| 2                | Tancredi    | Standing ovation  |
|                  |             |                   |
| 1                | Mew         | Oh My God         |
| 2                | Sidy        | Tutte le volte    |
|                  |             |                   |
| 1                | Angie       | Scorpione         |
| 2                | Mazzariello | Amarsi per lavoro |

### Seconda puntata
In questa puntata si sono esibiti altri 6 artisti, di cui 3 sono passati alla semifinale per votazione da parte della Commissione musicale del Festival.
     Accede alla semifinale
| Ordine di uscita | Interprete     | Canzone             |
| ---------------- | -------------- | ------------------- |
| 1                | Grelmos        | Flashback           |
| 2                | Rea            | Cielo aperto        |
|                  |                |                     |
| 1                | Settembre      | Vertebre            |
| 2                | Moska Drunkard | Trinacria           |
|                  |                |                     |
| 1                | Ciao sono Vale | Una nuvola mi copre |
| 2                | Selmi          | Forse per sempre    |

### Terza puntata
In questa puntata si sono esibiti altri 6 artisti, di cui 3 passeranno alla semifinale per votazione da parte della Commissione musicale del Festival.
     Accede alla semifinale
| Ordine di uscita | Interprete          | Canzone          |
| ---------------- | ------------------- | ---------------- |
| 1                | Alex Wyse           | Rockstar         |
| 2                | Nicol               | Come mare        |
|                  |                     |                  |
| 1                | Cosmonauti Borghesi | Aurora Tropicale |
| 2                | Bosnia              | Vengo dal Sud    |
|                  |                     |                  |
| 1                | Giin                | Tornare al mare  |
| 2                | Arianna Rozzo       | J'adore          |

### Quarta puntata
In questa puntata si sono esibiti gli ultimi 6 artisti, di cui 3 passeranno alla semifinale per votazione da parte della Commissione musicale del Festival.
     Accede alla semifinale
| Ordine di uscita | Interprete          | Canzone                                     |
| ---------------- | ------------------- | ------------------------------------------- |
| 1                | Vale LP e Lil Jolie | Dimmi tu quando sei pronto per fare l'amore |
| 2                | Orion               | Diamanti nel fango                          |
|                  |                     |                                             |
| 1                | Angelica Bove       | La nostra malinconia                        |
| 2                | Sea John            | Se fossi felice                             |
|                  |                     |                                             |
| 1                | Questo e Quello     | Bella balla                                 |
| 2                | Dea Culpa           | Nuda                                        |

### Semifinale
In questa puntata si sono esibiti i 12 artisti che sono passati dalle precedenti puntate e 6 di loro passeranno alla finale per votazione da parte della Commissione musicale del Festival.
     Accede alla finale
| Ordine di uscita | Interprete          | Canzone                                     |
| ---------------- | ------------------- | ------------------------------------------- |
| 1                | Grelmos             | Flashback                                   |
| 2                | Settembre           | Vertebre                                    |
|                  |                     |                                             |
| 1                | Vale LP e Lil Jolie | Dimmi tu quando sei pronto per fare l'amore |
| 2                | Arianna Rozzo       | J'adore                                     |
|                  |                     |                                             |
| 1                | Tancredi            | Standing ovation                            |
| 2                | Alex Wyse           | Rockstar                                    |
|                  |                     |                                             |
| 1                | Mew                 | Oh My God                                   |
| 2                | Questo e Quello     | Bella balla                                 |
|                  |                     |                                             |
| 1                | Angelica Bove       | La nostra malinconia                        |
| 2                | Mazzariello         | Amarsi per lavoro                           |
|                  |                     |                                             |
| 1                | Bosnia              | Vengo dal Sud                               |
| 2                | Selmi               | Forse per sempre                            |

### Finale
Nell'ultima puntata (intitolata Sarà Sanremo) si sono esibiti i sei artisti che hanno superato la semifinale, tre dei quali hanno avuto accesso al Festival di Sanremo nella categoria Nuove Proposte per votazione da parte della Commissione musicale del Festival. Oltre a essi nella finale si esibiscono anche i due artisti vincitori di Area Sanremo 2024 (Maria Tomba e Etra), di cui solo uno si aggiunge agli altri tre artisti selezionati. 
Alla finale sono stati invitati i 30 Campioni in gara al Festival di Sanremo 2025 che hanno presentato i titoli delle loro canzoni e, in qualità di ospiti, sono stati presenti anche gli attori Leonardo Pieraccioni e Alessandro Siani che hanno presentato il film Io e te dobbiamo parlare.
     Accede al Festival di Sanremo 2025
| Ordine di uscita | Interprete          | Canzone                                     |
| ---------------- | ------------------- | ------------------------------------------- |
| 1                | Mew                 | Oh My God                                   |
| 2                | Vale LP e Lil Jolie | Dimmi tu quando sei pronto per fare l'amore |
|                  |                     |                                             |
| 1                | Alex Wyse           | Rockstar                                    |
| 2                | Selmi               | Forse per sempre                            |
|                  |                     |                                             |
| 1                | Angelica Bove       | La nostra malinconia                        |
| 2                | Settembre           | Vertebre                                    |
|                  |                     |                                             |
| 1                | Maria Tomba         | Goodbye (voglio good vibes)                 |
| 2                | Etra                | Spazio (tra le dita)                        |

## Commissione musicale
La commissione musicale incaricata di selezionare gli artisti per Sanremo Giovani è stata composta da:
- Carlo Conti (dietro le quinte)
- Ema Stokholma
- Carolina Rey
- Manola Moslehi
- Enrico Cremonesi
- Daniele Battaglia
- Claudio Fasulo (dietro le quinte)

## Ascolti
| Puntate         | Messa in onda    | Telespettatori | Share  | Fonte  |
| --------------- | ---------------- | -------------- | ------ | ------ |
| Sanremo Giovani | 12 novembre 2024 | 527 000        | 3,68%  | [ 8 ]  |
| Sanremo Giovani | 19 novembre 2024 | 377 000        | 5,64%  | [ 9 ]  |
| Sanremo Giovani | 26 novembre 2024 | 257 000        | 3,76%  | [ 10 ] |
| Sanremo Giovani | 3 dicembre 2024  | 384 000        | 6,18%  | [ 11 ] |
| Sanremo Giovani | 10 dicembre 2024 | 341 000        | 6,96%  | [ 12 ] |
| Media           | Media            | 377 200        | 5,24%  |        |
| Sarà Sanremo    | 18 dicembre 2024 | 2 284 000      | 15,01% | [ 13 ] |